# Ambassade de Guinée au Sénégal
L'ambassade de Guinée au Sénégal est la principale représentation diplomatique de la république de Guinée au Sénégal.
L'ambassade couvre en plus du Sénégal, la république de Gambie, la Mauritanie et le Cap-Vert.

## Liste des ambassadeurs
| N° | Nom et prénoms       | titre de fonction   | Début          | Fin            |
| -- | -------------------- | ------------------- | -------------- | -------------- |
| 01 | Madifing Diane       | Ambassadeur         |                |                |
| 02 | Beau Keita           | Ambassadeur         |                |                |
| 03 | Aminata Kobolé Kéita | Ambassadeur         |                | 4 février 2022 |
| 04 | Patrice Camara       | Chargé des affaires | 9 février 2022 | 9 août 2023    |
| 05 | Mandjou Dioubaté     | Ambassadeur         | 9 août 2023    | En cours       |